# Véhicule terrestre militaire
Les véhicules terrestres servent aussi bien d'unités de combats, d'outil de liaison, de transmissions, ou encore de transport de troupes.

## Historique
Dès la plus haute Antiquité, les hommes ont utilisé des véhicules attelés de bœufs, d’onagres, puis de chevaux pour se rendre au combat, puis pour combattre. En effet, compte tenu des distances sur lesquelles les civilisations antiques opéraient, les sociétés antiques connaissaient probablement des rudiments de logistique. Ainsi alors que la domestication du cheval apparaît au cours du IVe millénaire av.J-C dans la steppe son utilisation militaire semble n'apparaître que plus tard et aurait été délaissé par l'utilisation de l'onagre comme l'atteste la représentation Étendard d'Ur ou encore la Stèle des Vautours. C'est surtout l'apparition du  char qui permettra la domination des champs de bataille du IIe millénaire av.J-C.
Plus tard les véhicules terrestres militaires ont suivi l'évolution des véhicules civils avec l'utilisation du vélo, du train ou encore de la voiture (tractée ou à moteur). On retiendra néanmoins l'apparition du char de bataille  ou tank au cours de la Première Guerre mondiale.
Au Québec, en 2019, il est envisagé d'interdire la circulation des véhicules militaires à des fins civiles sur les routes provinciales et les autoroutes, en raison de caractéristiques n'atteignant pas les standards de la sécurité routière: absence possible de coussins gonflables, absence de toit, absence de fenêtres, absence de ceintures de sécurité.

## Types
- Liste des véhicules blindés
- Char d'assaut
- Véhicule de transport de troupes
- Véhicule de combat d'infanterie
- Char de combat
- Chasseur de chars
- Chenillette
- Canon automoteur
- Véhicule militaire blindé
- Moto militaire